# Vlčnov (Chrudim)
Vlčnov (německy Wiltschnau) je vesnice a část okresního města Chrudim. Nachází se asi 3,5 kilometru jihovýchodně od centra Chrudimi. Vlčnov leží v katastrálním území Vlčnov u Chrudimi o rozloze 1,9 km².

## Historie
První zmínkou o vsi je přídomek Dobrohosta de Wlichnow ve svědecké řadě listiny Jana z Polné z května roku 1244. Archeologické průzkumy však ukazují na starší osídlení.
Útrapy třicetileté války se Vlčnovu nevyhnuly. Musel se, společně s Vestcem a Topolem, podílet na vyživování regimentu, který se usadil v Chrudimi mezi 3. lednem až 13. červnem 1635. V období po válce se ve Vlčnově výrazně řešila otázka roboty. Nároky ze strany vrchnosti se stupňovaly a to vyústilo ve spory. V roce 1808 vyhořela velká část vesnice. V období před druhou světovou válkou zde vzniklo několik spolků a organizací: Podpůrný a vzdělávací spolek Jan Amos Komenský pro Vlčnov a okolí, Elektrické družstvo (založeno v roce 1920, ve stejném roce proběhla elektrifikace vesnice) nebo Sbor dobrovolných hasičů (1901).[zdroj⁠?!]
V letech 1850–1955 byl Vlčnov samostatnou obcí. Následně byl po určitou dobu osadou obce Orel. K Chrudimi byl Vlčnov připojen 1. ledna 1981.

## Pamětihodnosti
- Křížek s letopočtem 1759. Křížek byl restaurován a slavnostně odhalen 28. září 2019.[7]
- U rybníku stojí pomník připomínající oběti primárně první světové války, které jsou na něm jmenovitě vypsány. Slavnostní odhalení proběhlo 6. července 1924 za účasti zhruba dvou tisíc lidí. Černá pamětní deska připomíná oběť druhé světové války a do pomníku byla vsazena 7. července 1946.[5] Slavnostní odhalení opraveného pomníku se uskutečnilo 28. září 2018.[8]

## Galerie

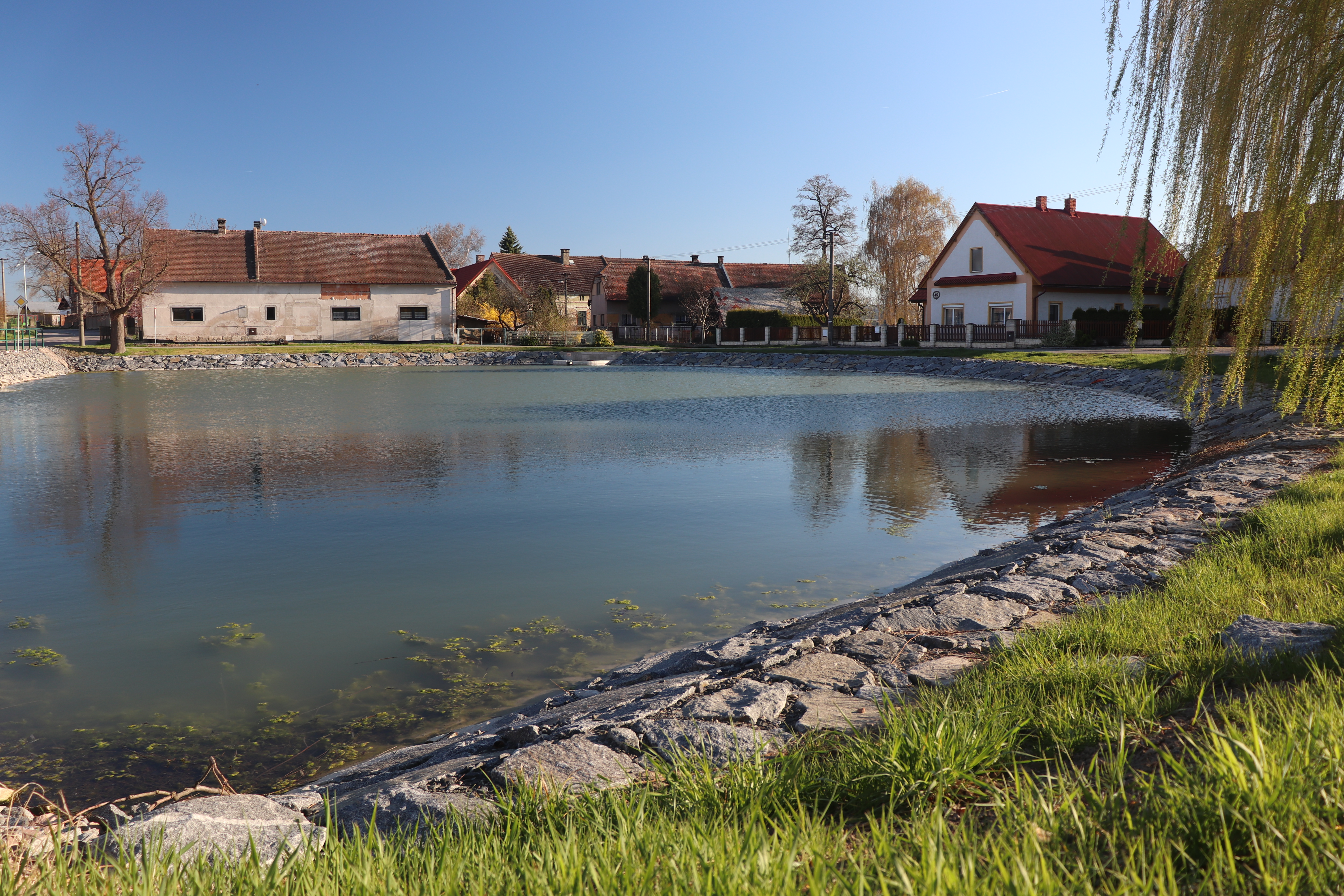
Rybník
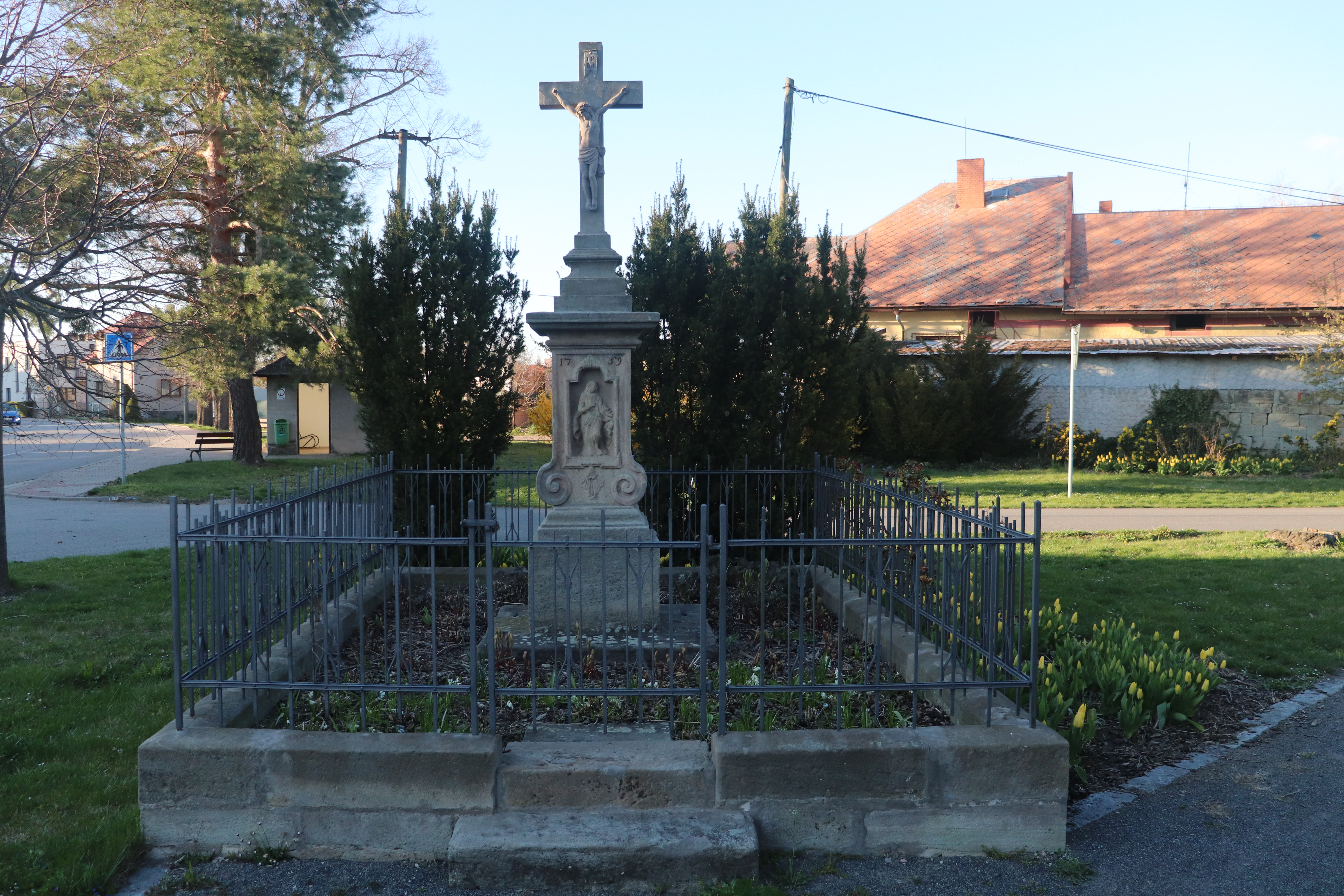
Křížek
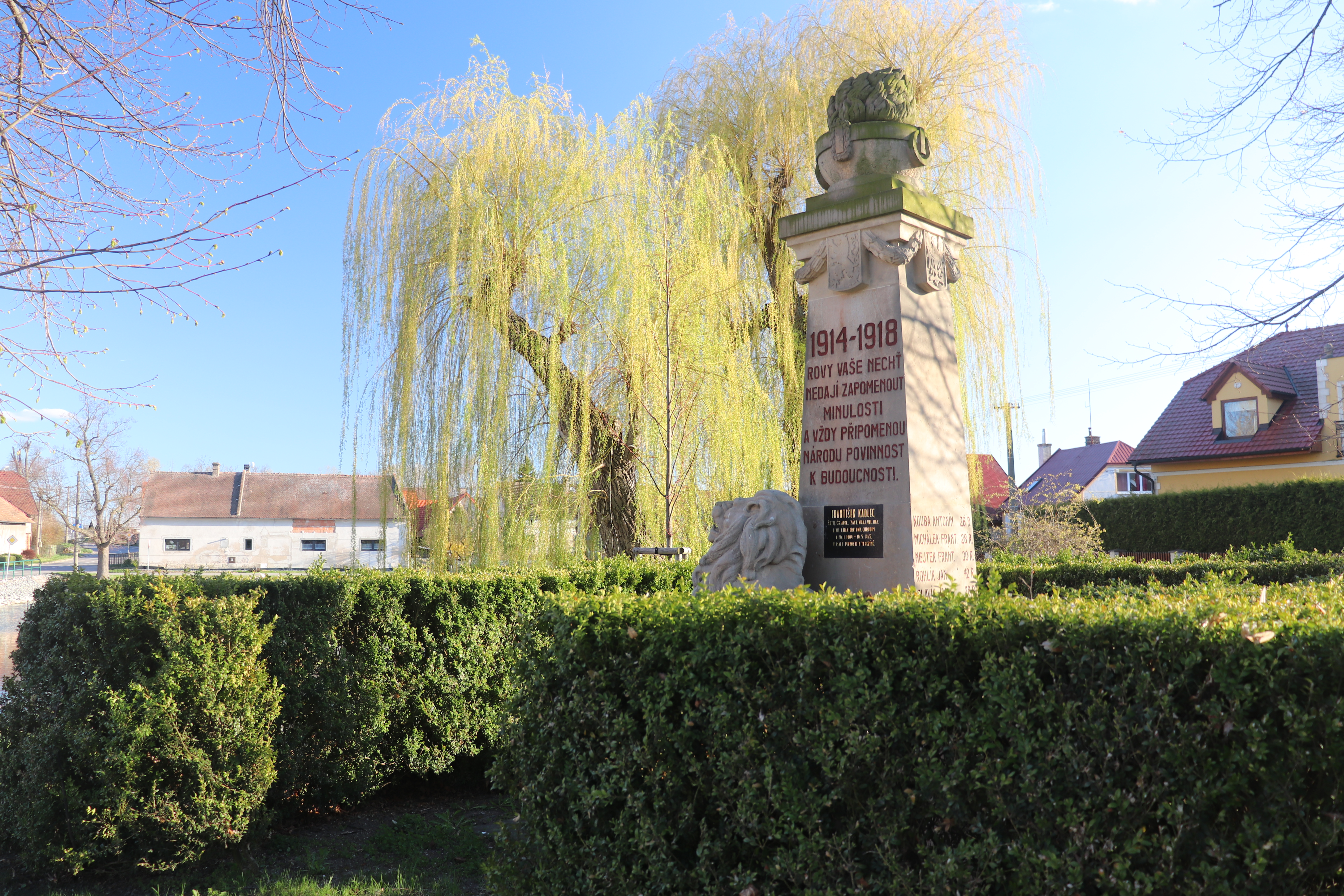
Pomník obětem světových válek
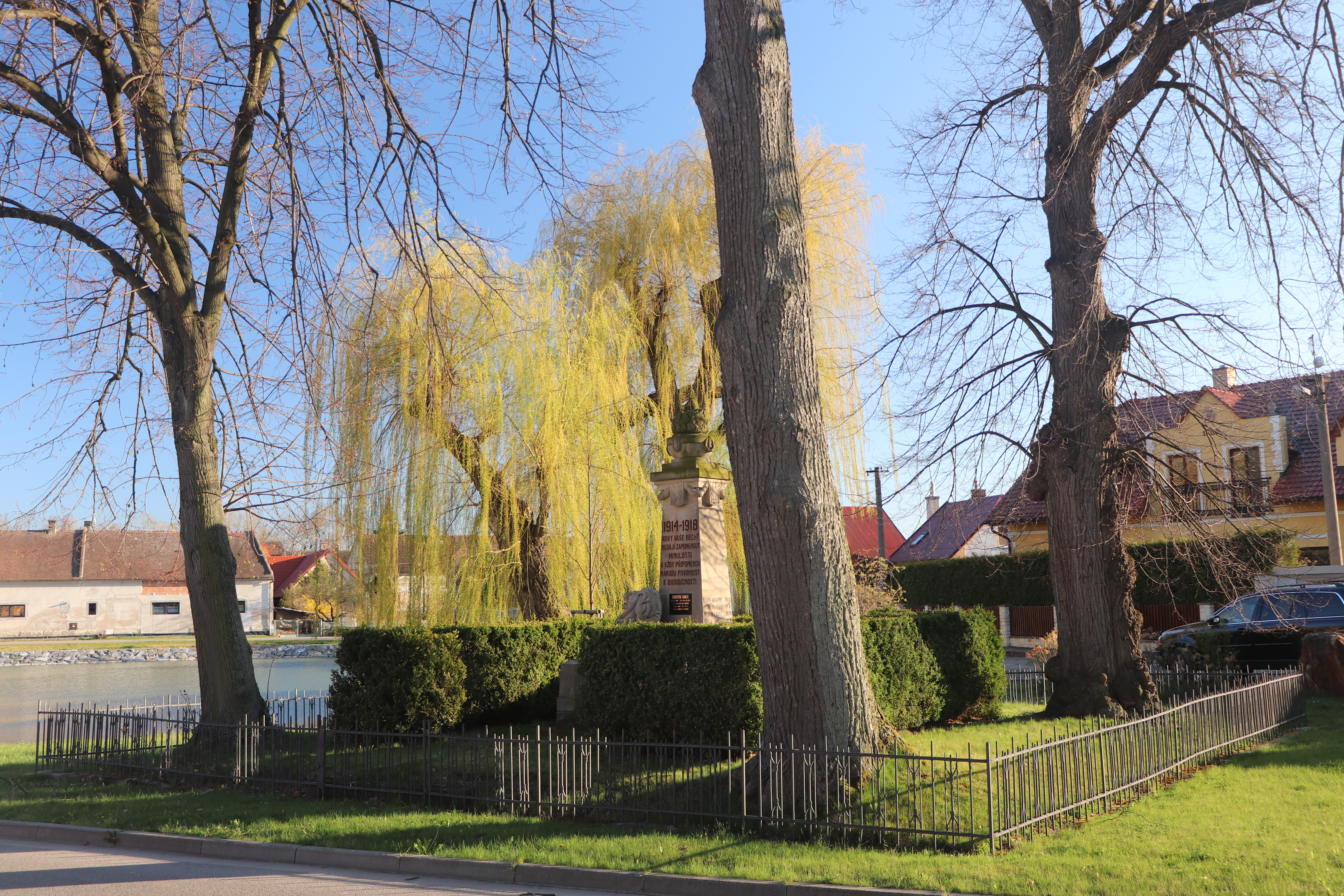
Pomník obětem světových válek
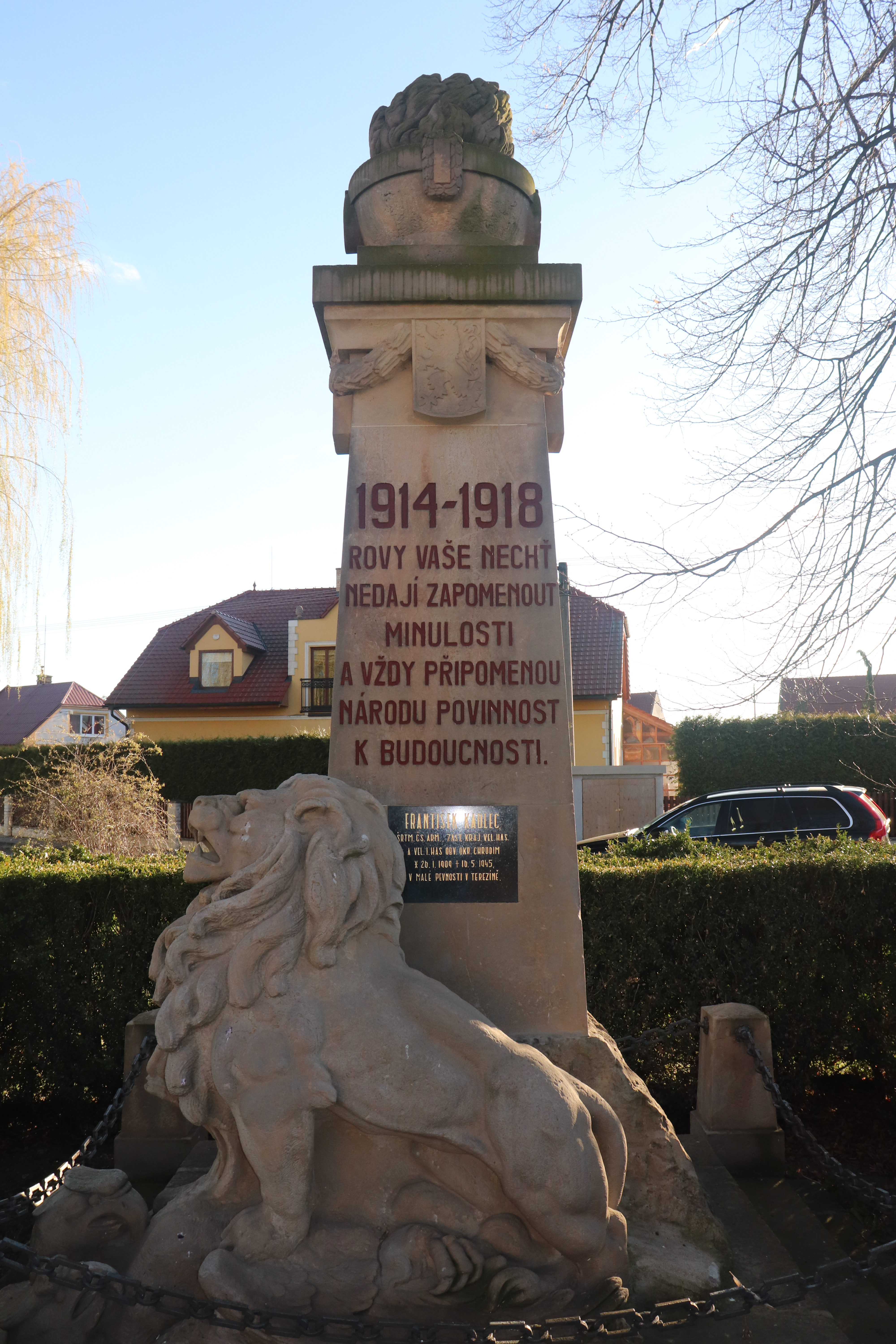
Pomník obětem světových válek
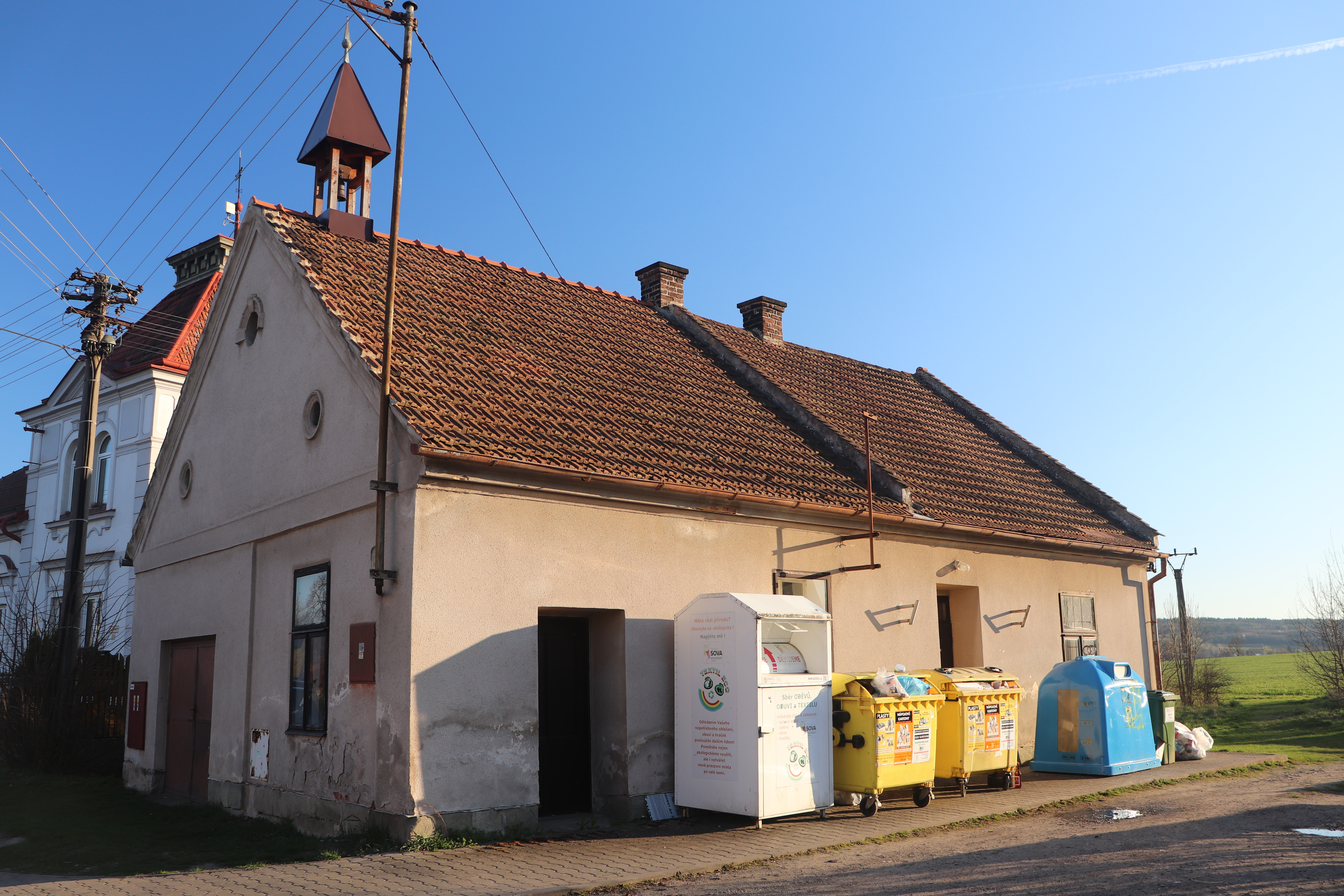
Obecní domek